# 灵地乡
灵地乡，是中华人民共和国福建省龙岩市漳平市下辖的一个乡镇级行政单位。

## 行政区划
灵地乡下辖以下地区：
灵地村、留春村、游山头村、谢畲村、谢地村、文山村、易坪村、长垵村、京口村、西坑村和赤坂场村。